# Campeonato Mundial de Piragüismo en Aguas Tranquilas de 2025
El L Campeonato Mundial de Piragüismo en Aguas Tranquilas se celebrará del 20 al 24 de agosto de 2025 en Milán (Italia), bajo la organización de la Federación Internacional de Piragüismo (ICF) y la Federación Italiana de Piragüismo.
Las competiciones se realizarán en el canal de piragüismo acondicionado en el lago Idroscalo, al este de la ciudad italiana.